# Aoniraptor
Aoniraptor („lupič z jihu“) byl asi šest metrů dlouhý teropodní dinosaurus, který žil v době před asi 96 až 91 miliony let (geol. stupeň cenoman až turon) na území dnešní argentinské Patagonie (provincie Río Negro). Spadal do čeledi Neovenatoridae nebo možná také Bahariasauridae.

## Historie a popis
Fosilie tohoto dravého teropoda z čeledi Neovenatoridae byly objeveny roku 2010 v sedimentech spodnokřídového stáří v rámci souvrství Huincul. Není jisté, zda nemůže jít o stejného teropoda jako karcharodontosaur Gualicho, popsaný rovněž v roce 2016. Nasvědčovala by tomu přinejmenším stavba ocasních obratlů, která je u obou velmi podobná. Druhové jméno dinosaura je odvozeno od dvoustého výročí samostatnosti Argentiny (1810), kdy byly fosilie objeveny.
Obratle a další části kostry tohoto teropoda byly do značné míry pneumatizovány (byly duté a vyplněné vzdušnými vaky), což zlepšovalo výkonnost respiračního systému dinosaura.